# نيك كولكين
نيك كولكين (بالإنجليزية: Nick Culkin)‏ هو لاعب كرة قدم بريطاني في مركز حراسة المرمى، ولد في 6 يوليو 1978 في يورك في المملكة المتحدة. لعب مع كوينز بارك رينجرز ومانشستر يونايتد ونادي اتحاد مانشستر ونادي بريستول روفيرز ونادي ليفينغستون وهال سيتي.

## وصلات خارجية
- نيك كولكين على موقع قاعدة بيانات كرة القدم.إي يو (الإنجليزية)
- نيك كولكين على موقع Soccerbase.com (لاعب) (الإنجليزية)
- نيك كولكين على موقع Soccerway.com (الإنجليزية)
- نيك كولكين على موقع عالم كرة القدم.نت (الإنجليزية)